# Sūreshjān
Sūreshjān (persiska: Sūrshjān, سُّرِش جَن, سورشجان) är en ort i Iran.   Den ligger i provinsen Chahar Mahal och Bakhtiari, i den centrala delen av landet, 400 km söder om huvudstaden Teheran. Sūreshjān ligger 2 098 meter över havet och antalet invånare är 11 124.
Terrängen runt Sūreshjān är huvudsakligen kuperad, men den allra närmaste omgivningen är platt. Sūreshjān ligger nere i en dal. Runt Sūreshjān är det ganska tätbefolkat, med 160 invånare per kvadratkilometer. Närmaste större samhälle är Shar-e Kord, 17,7 km öster om Sūreshjān. Trakten runt Sūreshjān består i huvudsak av gräsmarker.